# Wólka Pęcherska
Wólka Pęcherska – osada w Polsce położona w województwie mazowieckim, w powiecie piaseczyńskim, w gminie Piaseczno.
W latach 1975–1998 miejscowość administracyjnie należała do województwa warszawskiego.
Na terenie miejscowości w lesie znajduje się zabytkowy cmentarz z 1915. Spoczywa na nim 68 niemieckich i 18 rosyjskich żołnierzy.. 

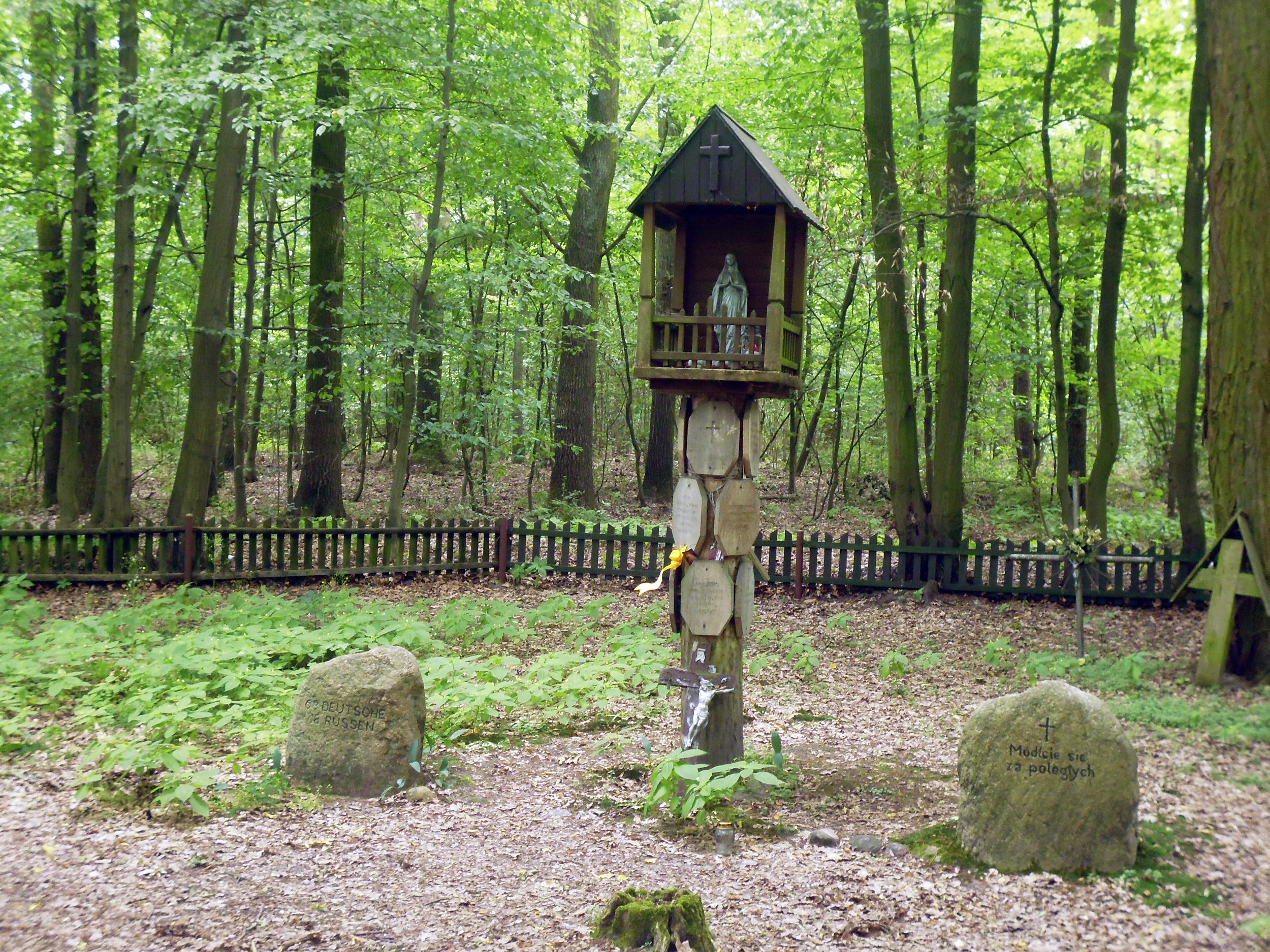
Cmentarz z I wojny światowej (1914-1915) w Wólce Pęcherskiej